# Кудрявська вулиця
Кудря́вська ву́лиця — вулиця в Шевченківському районі міста Києва, місцевість Кудрявець. Пролягає від вулиці Січових Стрільців до Вознесенського узвозу.
Прилучаються Несторівський та Косогірний провулки.

## Історія
Вулиця прокладена у 30-і роки XIX століття у зв'язку з відкриттям Житомирської вулиці (зараз — вулиця Січових Стрільців). Спочатку складалася з провулків Кудрявського (від вулиці Січових Стрільців до Косогірного провулку) і Підвального (від Косогірного провулку до кінця вулиці, приєднаний до Кудрявської вулиці у 1909 році). Сучасна назва — з 1908 року, від місцевості Кудрявець, через яку проходить вулиця.

## Важливі установи
- Бібліотека № 122 для дітей (буд. № 2)
- Дошкільний навчальний заклад № 35 (буд. № 21)
- Інститут прикладної оптики НАН України (буд. № 10-г)
- Посольство Кувейту (буд. № 13-19)
- Київський завод лікеро-горілчаних виробів «Столичний Стандарт» (буд. № 16)
- Київський музей О. С. Пушкіна (буд. № 9)

## Визначні місця та пам'ятники
Серед старовинних будинків по Кудрявській вулиці виділяються будівлі Київського лікеро-горілчаного заводу. Підприємство засноване у 1896 році, під назвою «Казенний винний склад № 1». Його будівництво пов'язане з введенням четвертої казенної (державної) монополії, впровадження якої почалося у 1894 році. Міністерство фінансів Російської Імперії придбало дві приватні садиби по вулиці Кудрявській і після знесення існуючих старих будинків та викорчовування саду тут за проектом інженера Володимира Безсмертного, у стилі історизму був зведений комплекс заводських будівель.
Пам'яткою архітектури є житловий будинок (1816, 1850 рр.) № 9. У ньому знаходиться музей О. С. Пушкіна, а на подвір'ї у 2009 році встановлено пам'ятник видатному поетові.
На будинку № 10 встановлено меморіальну дошку на честь членів родини В. І. Леніна, які проживали у цьому будинку.
Кудрявська вулиця сполучається з Вознесенським узвозом мостом, побудованим у 1896-1897 роках за проектом Володимира Безсмертного. Міст являє собою пам'ятку інженерного мистецтва кінця XIX століття, одну з перших транспортних розв'язок у двох рівнях, яка функціонує й досі.

## Видатні особи, пов'язані з Кудрявською вулицею
На Кудрявській вулиці деякий час мешкала родина письменника Михайла Булгакова — у будинку № 9 у 1893—1905 роках, і в будинку № 10 у 1906 році.
У квартирі № 5 будинку № 10 у жовтні 1903 року проживали мати В. І. Леніна Марія Олександрівна Ульянова та його сестри Марія Іллінічна та Ганна Іллінічна Ульянови.

## Зображення

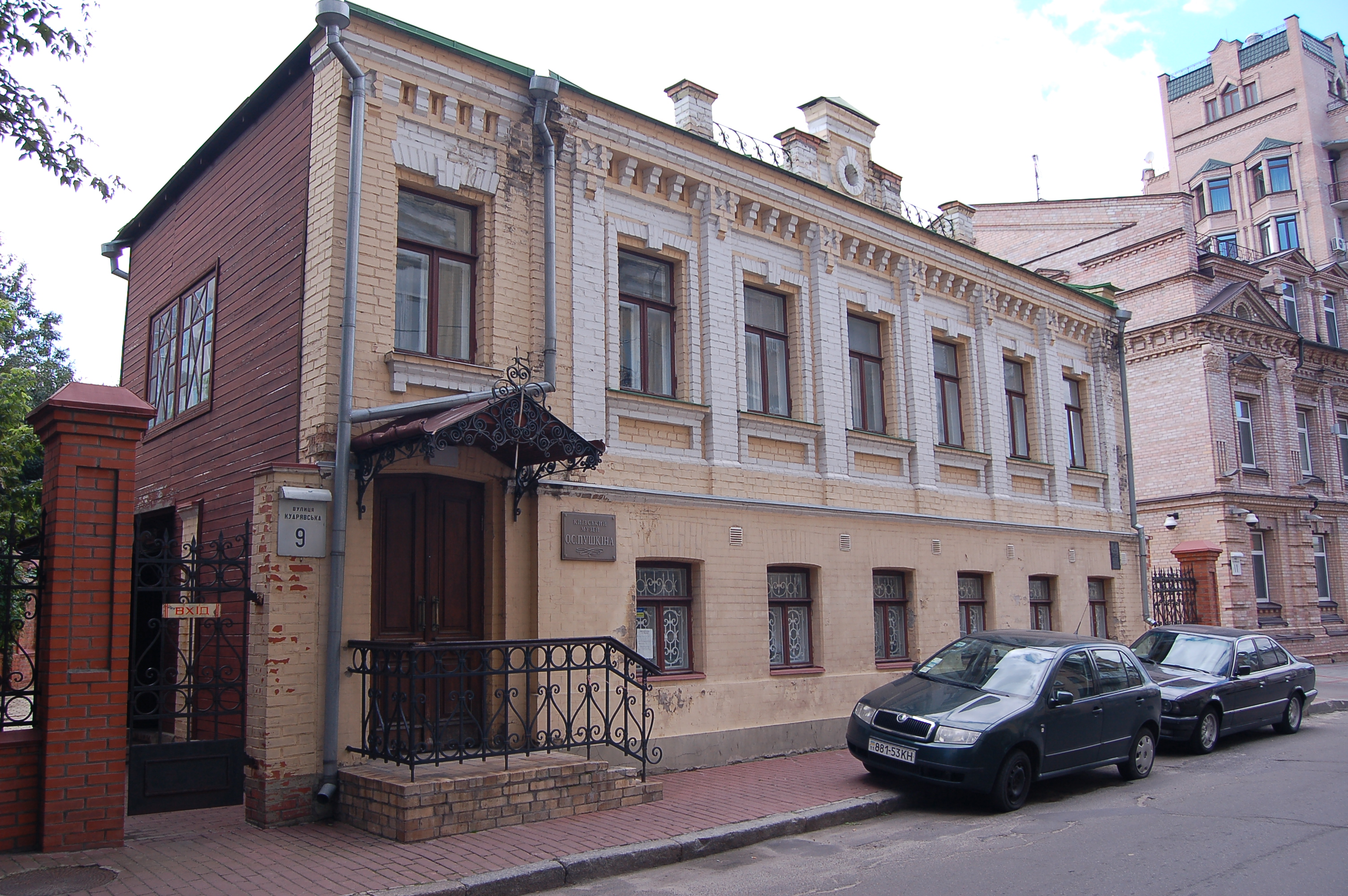
Будинок № 9
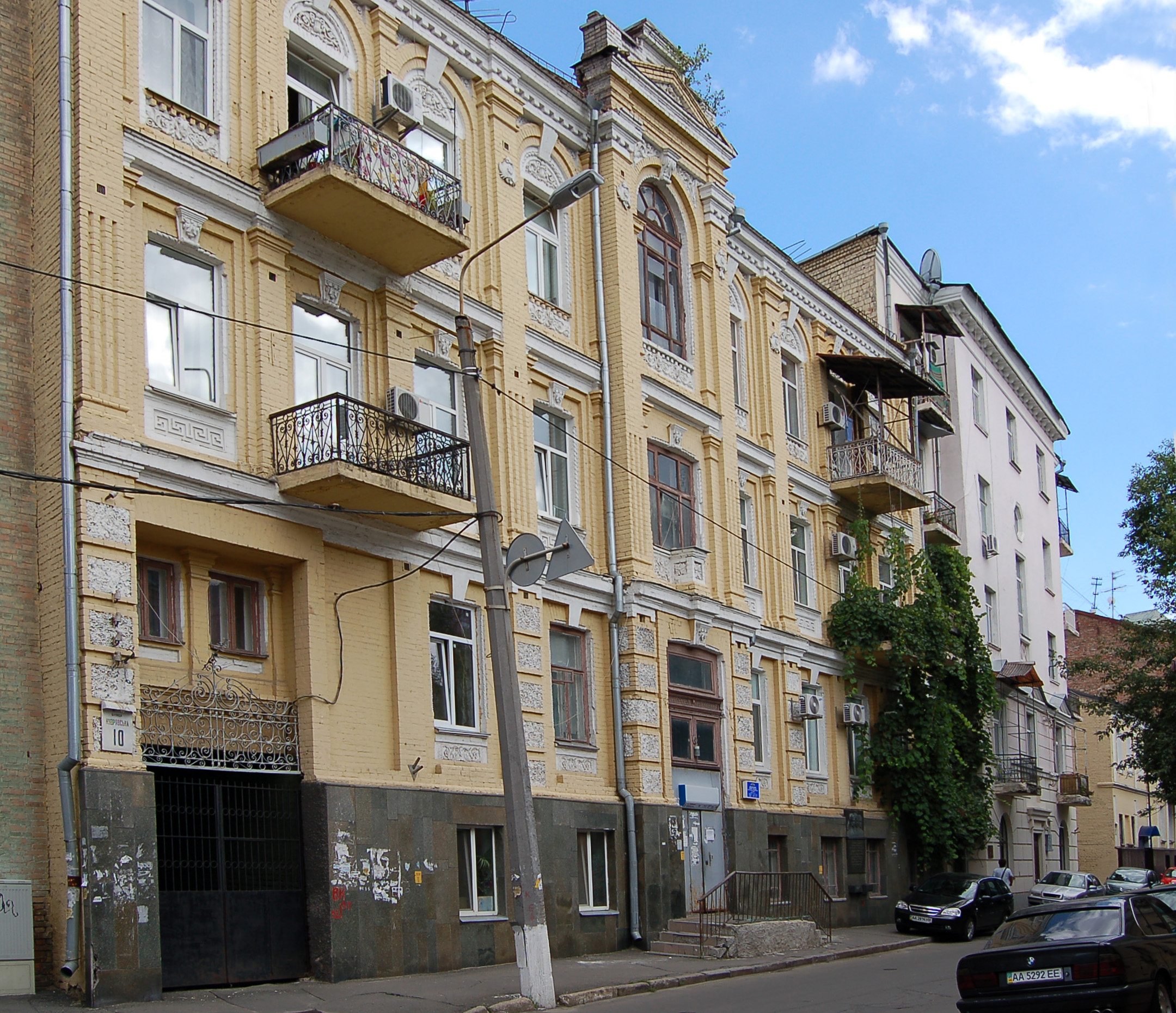
Будинок № 10
Меморіальна дошка родині Ульянових
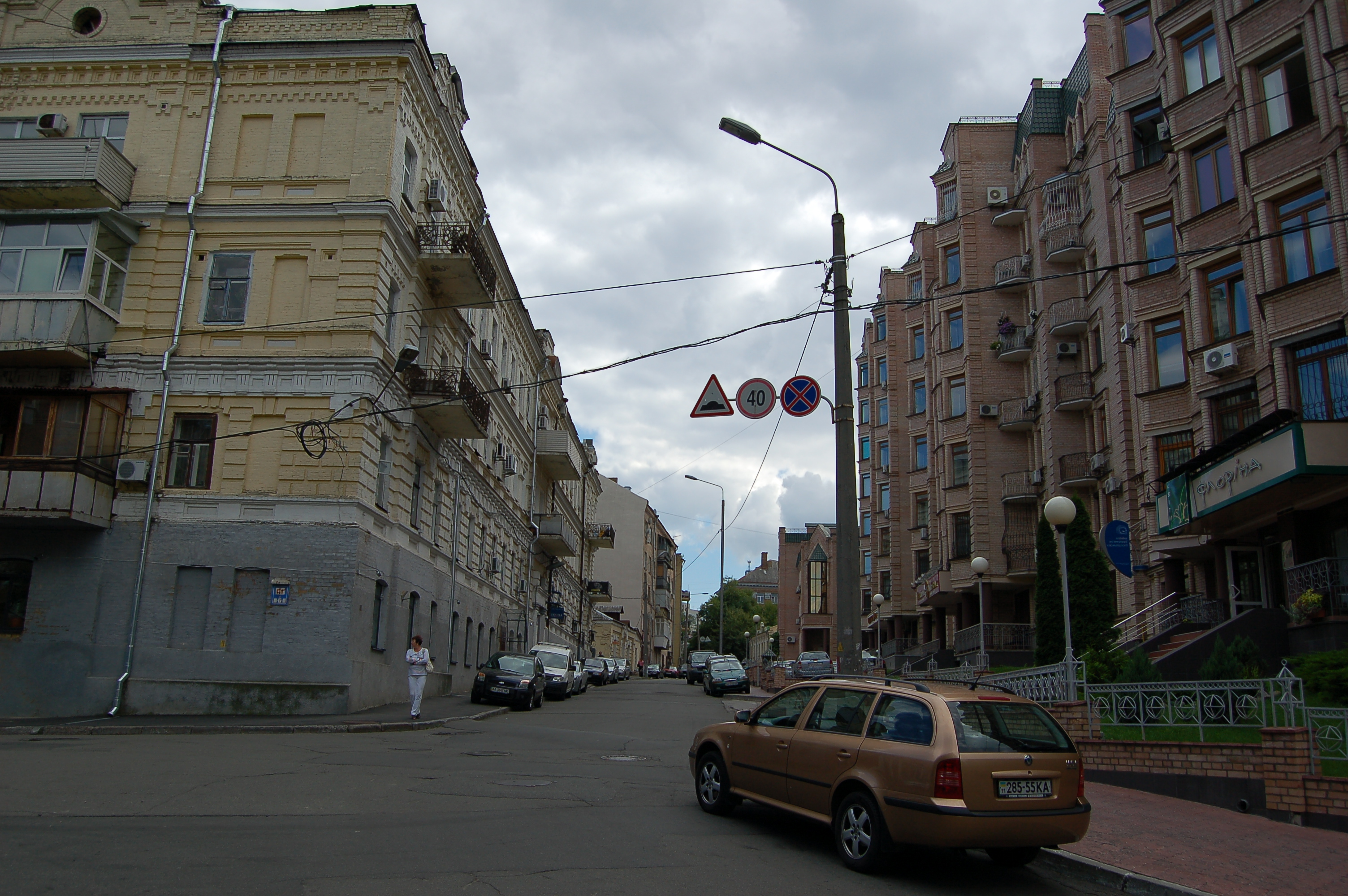
Будинок № 16
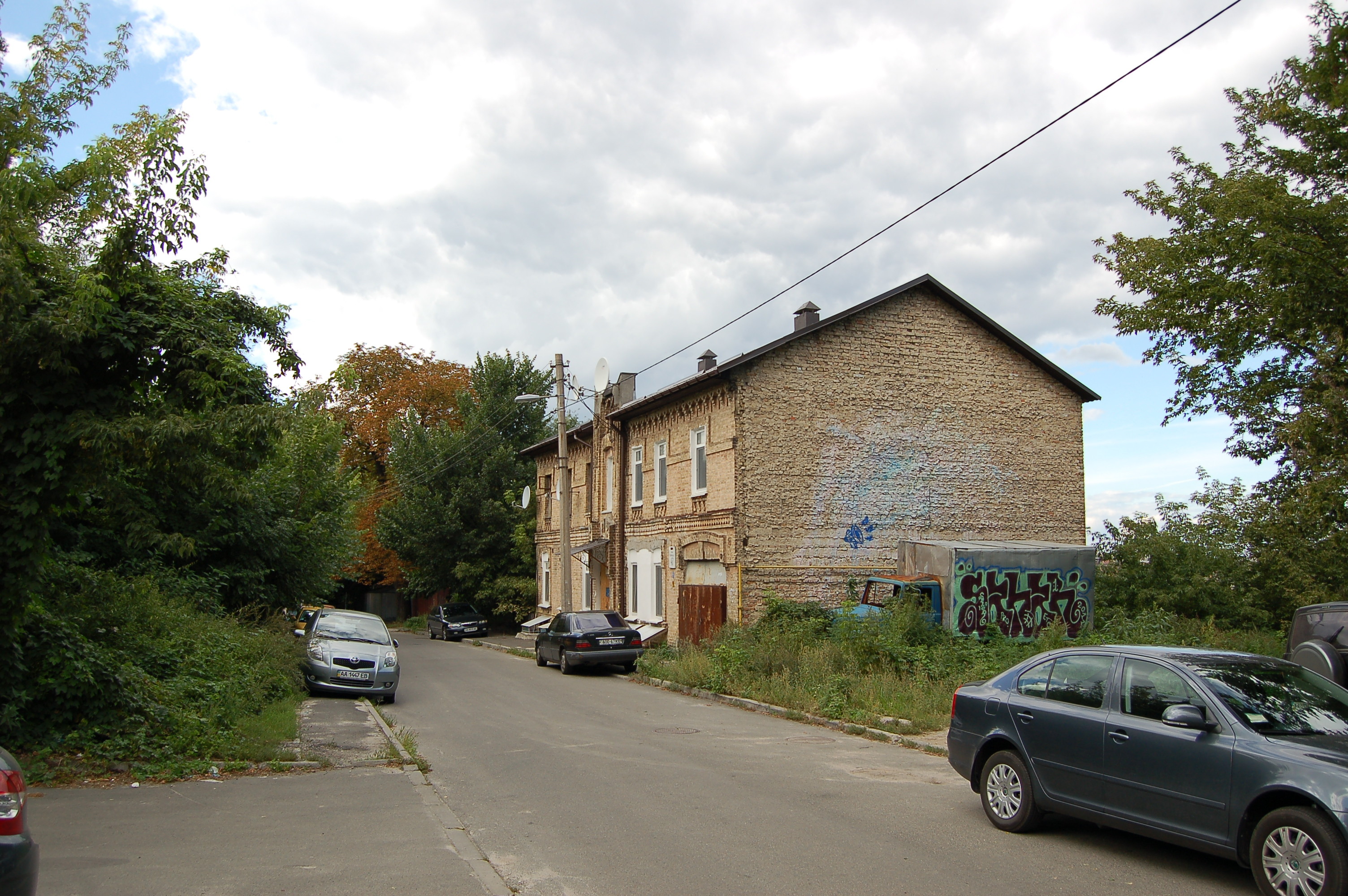
Будинок № 47
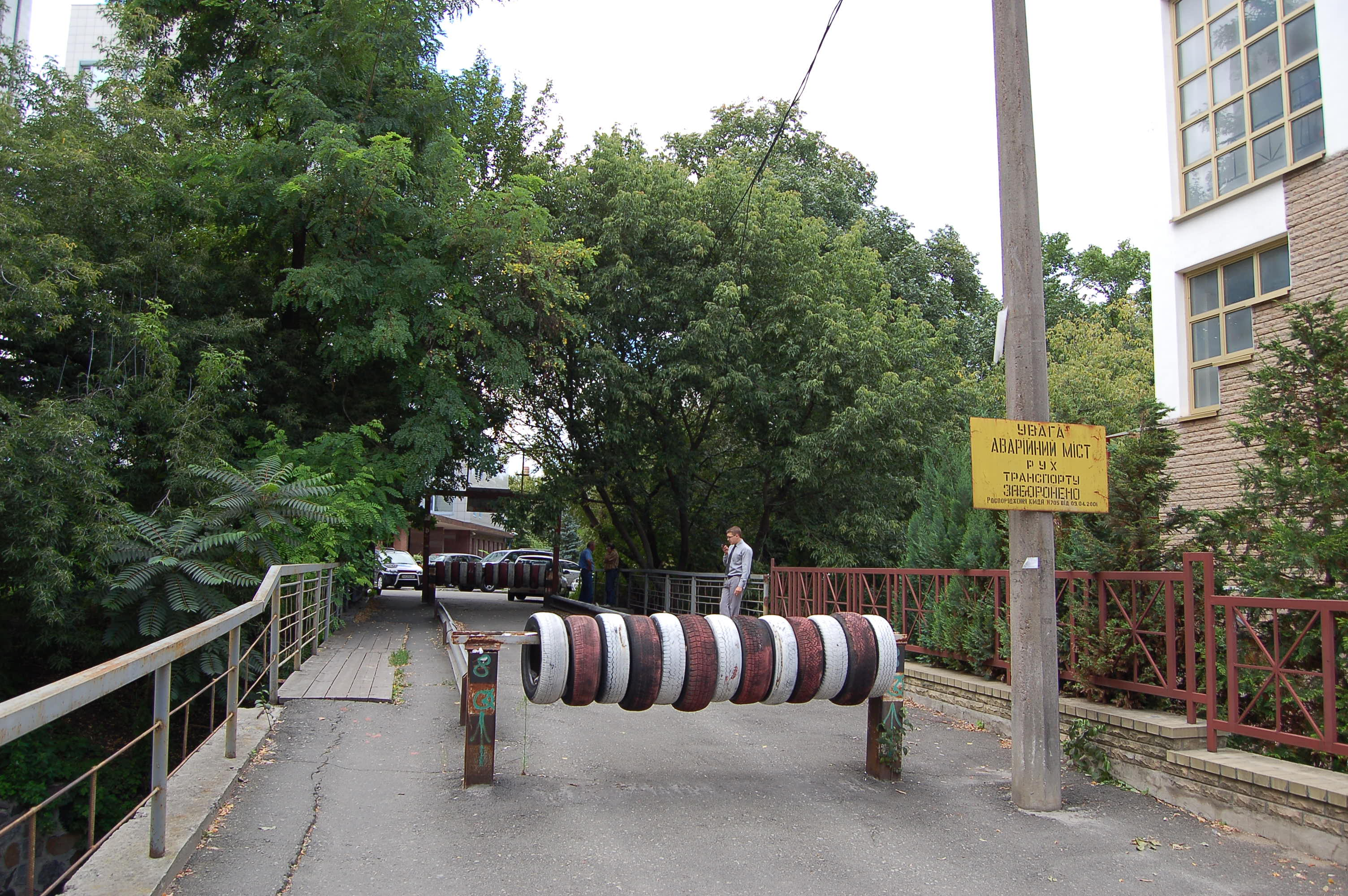
Міст над Петрівською вулицею
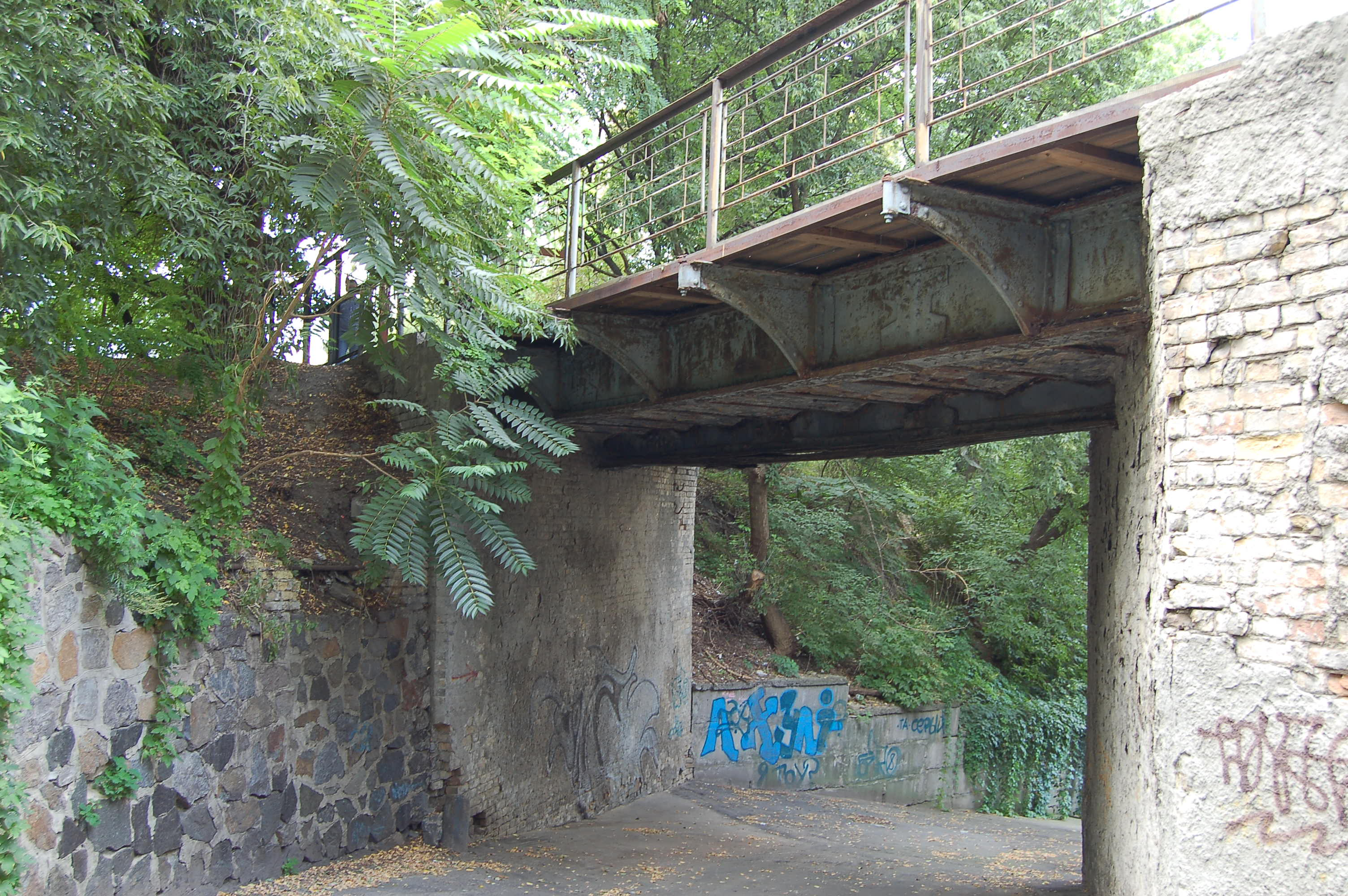
Міст над Петрівською вулицею